# Macroclinium lilacinum
Macroclinium lilacinum är en orkidéart som först beskrevs av Friedrich Fritz Wilhelm Ludwig Kraenzlin, och fick sitt nu gällande namn av Eric Alston Christenson. Macroclinium lilacinum ingår i släktet Macroclinium och familjen orkidéer.
Artens utbredningsområde är Bolivia. Inga underarter finns listade i Catalogue of Life.